# Cryptopimpla collaris
Cryptopimpla collaris là một loài tò vò trong họ Ichneumonidae.